# Mysłowice (Silesia)
Mysłowice [mɨswɔˈvʲit͡sɛ] (Silesian ; en alemán: Myslowitz ) es una ciudad de Silesia en el sur de Polonia, cerca de Katowice . La población de la ciudad a 2018  es 74.586.Se encuentra en el distrito sur de la Unión Metropolitana de Alta Silesia en las Tierras Altas de Silesia, en los ríos Przemsza y Brynica (afluentes del Vístula ). Está situado en el Voivodato de Silesia desde su formación en 1999, anteriormente en el Voivodato de Katowice, y antes de eso, en el Voivodato Autónomo de Silesia . Mysłowice es una de las ciudades que comprende la conurbación de 2,7 millones: el área urbana de Katowice y dentro del área metropolitana de Silesia con una población de aproximadamente 5.294.000 habitantes. 

## Historia
Edad Media

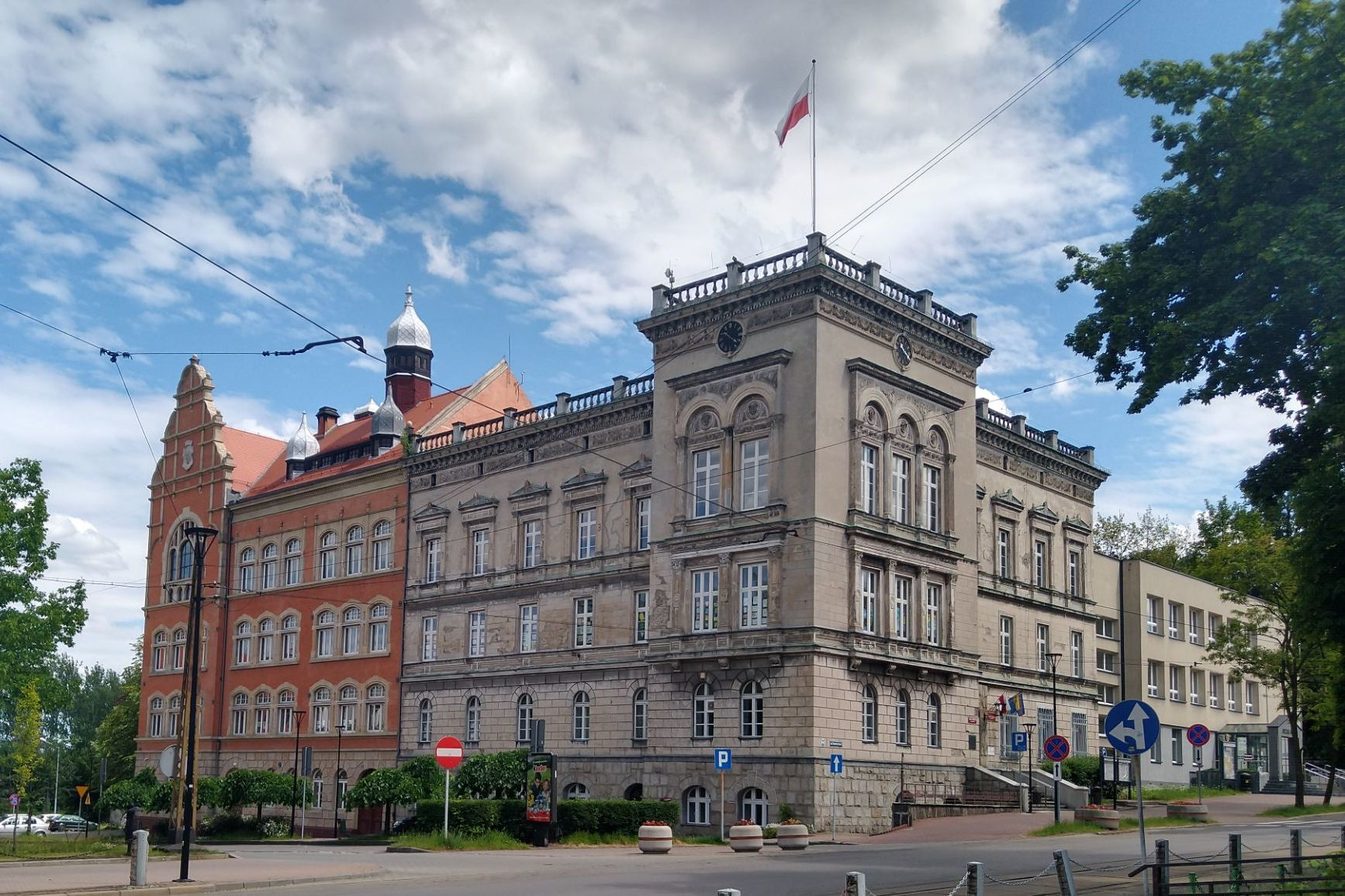
Ayuntamiento de mysłowice

Mysłowice es una de las ciudades más antiguas de la Alta Silesia . Situado en la confluencia de los ríos Blanco y Negro Przemsza, está situado en una importante ruta comercial de Wrocław a Cracovia . Los primeros vestigios del asentamiento moderno se remontan a los siglos XII y XIII, cuando formaba parte de la Polonia gobernada por Piast . La primera mención de un párroco se encuentra en un documento de 1306. En 1360, Mysłowice ya se conocía como ciudad.
A lo largo de los siglos, la propiedad de la ciudad cambió con frecuencia, al igual que las fronteras entre diferentes países.
Edad Moderna
En 1742, con la mayor parte de Silesia, Myslowitz se convirtió en prusiano. Después de que Rusia recibió el Congreso de Polonia en el Congreso en 1815 y Austria anexó el Estado Libre de Cracovia en 1846, las fronteras de Prusia, Austria y Rusia se unieron en Myslowitz hasta 1918
Como resultado de la reforma de la ciudad prusiana, el lugar fue clasificado en 1808 (con unos 400 habitantes) como una ciudad de mercado. Las casas de la ciudad y el ayuntamiento fueron construidas de madera de chupito. Un repunte fue provocado por la fundación de las minas de carbón Gute Amalie y Gute Erwartung, así como por la planta de zinc Amalienhütte en 1825, pero también por el comercio fronterizo con Austria-Polonia sobre el puente de madera Przemsa.En 1847, la estación de cruce del Ferrocarril Cracovia-Alta Silesia (desde Cracovia) y el Ferrocarril de Alta Silesia (desde Breslau) se puso en funcionamiento en Myslowitz
En 1853, el Neue Ring fue construido al sur de la ciudad real. Los derechos de la ciudad fueron concedidos de nuevo en 1862. Hasta 1818 el lugar perteneció al Pleßer Kreis y luego llegó al distrito de Beuthen, en 1873 finalmente al distrito de Katowice.
Después de la fundación del Imperio alemán en 1871, el área se conoció como Dreikaisereck ("triángulo de los tres emperadores"), ya que estaba situada en el punto donde se unían los imperios austríaco, alemán y ruso . Después de la Primera Guerra Mundial, en 1918, Polonia recuperó la independencia, y en 1919, los mineros polacos locales organizaron grandes protestas en Mysłowice.
Periodo de EntreguerrasEl 15 de agosto de 1919, la Grenzschutz alemana abrió fuego contra los mineros polacos que protestaban y sus familias. Siete mineros, dos mujeres y un adolescente murieron y muchas personas resultaron heridas. El evento, conocido como la "masacre de Mysłowice", provocó el Primer Levantamiento de Silesia contra Alemania. En 1921, se llevó a cabo el plebiscito de la Alta Silesia, en el que el 56 % de los residentes de Myslowitz votó a favor de permanecer en Alemania y el 44 % votó a favor de reincorporarse a Polonia, mientras que la abrumadora mayoría en los distritos actuales (entonces pueblos de los alrededores) de Brzezinka, Brzęczkowice, Dziećkowice, Kosztowy, Krasowy y Wesoła optaron por reintegrarse a Polonia, con un resultado que va desde el 77,3% votando por Polonia en Brzęczkowice hasta el 96,7% en Wesoła. Después de los levantamientos de Silesia en 1922, Mysłowice y el resto de la Alta Silesia Oriental se convirtieron en parte de la Segunda República Polaca recién restaurada.
Segunda Guerra Mundial

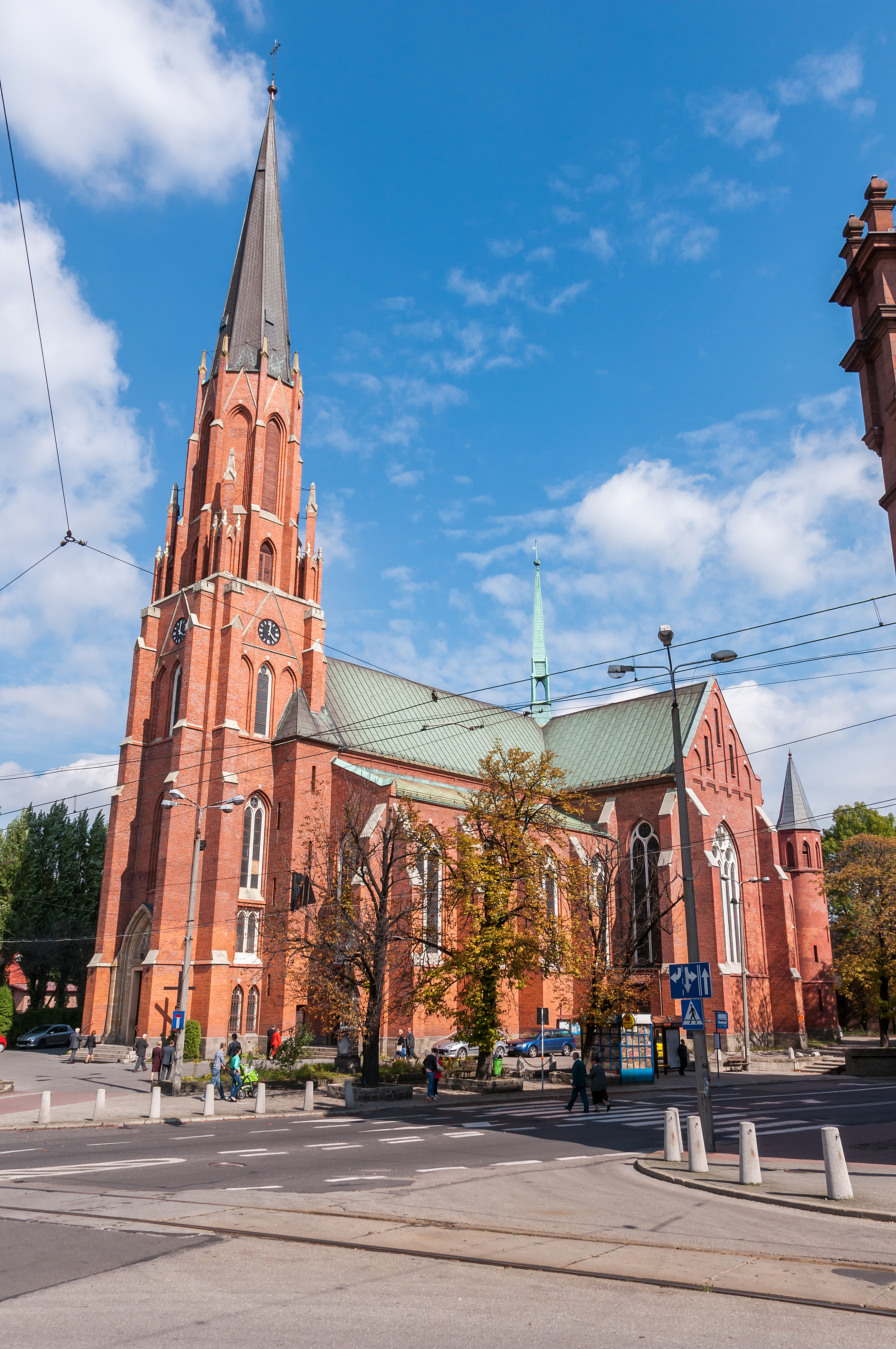
Iglesia del Sagrado Corazón, construida en 1888-1891

Durante la invasión de Polonia en septiembre de 1939, Mysłowice fue ocupada por la Wehrmacht y anexada al Reich alemán en violación del derecho internacional. Poco después, la sinagoga de Myslovitz fue destruida. Entre 1943 y 1945, en Fürstengrube (más tarde un distrito de Wesoła) se levantó el campo de concentración de Fürstengrube, que funcionaba como un campo satélite del campo de exterminio de Auschwitz. Los reclusos fueron evacuados el 19 de enero de 1945 con la marcha de la muerte de Fürstengrube frente al avance del Ejército Rojo.
Posguerra
En 1951, se ampliaron los límites de la ciudad y se incluyeron Brzezinka y Brzęczkowice como nuevos distritos.
Las incorporaciones de 1975, incluyendo Kosztowy, aumentaron el área a 66 km² y la población a 61.700. En 1977, Imielin y Chełm Śląski se incorporaron, pero en 1995 se independizaron nuevamente.

## Población
| Año  | Habitante |
| ---- | --------- |
| 1775 | 312       |
| 1825 | 1205      |
| 1844 | 2540      |
| 1850 | 2759      |
| 1855 | 3755      |
| 1861 | 5328      |
| 1885 | 8322      |

| Año  | Habitante |
| ---- | --------- |
| 1890 | 9392      |
| 1900 | 13.385    |
| 1905 | 15.845    |
| 1910 | 17.838    |
| 1960 | 40.700    |
| 1995 | 79.766    |
| 2000 | 75.949    |

| Año  | Habitante |
| ---- | --------- |
| 2005 | 75.183    |
| 2019 | 74.515    |

## Distrito
Mysłowice se subdivide en 14 distritos:
- Bończyk–Tuwima

- Brzezinka
- Brzęczkowice and Słupna
- Dziećkowice
- Janów Miejski–Ćmok
- Kosztowy
- Krasowy
- Larysz–Hajdowizna
- Morgi
- Mysłowice Centrum
- Piasek
- Stare Miasto
- Szopena–Wielka Skotnica

- Wesoła

## Política y Administración

### Alcalde
A la cabeza de la administración de la ciudad está el alcalde. De 2010 a 2018, este fue Edward Lasok, quien se presentó para el Comité Electoral del Gobierno Local. La elección regular en octubre de 2018 condujo al siguiente resultado:
- Dariusz Wójtowicz (Comité Electoral Dariusz Wójtowicz) 36,3% de los votos
- Wojciech Król (Koalicja Obywatelska) 32,2% de los votos

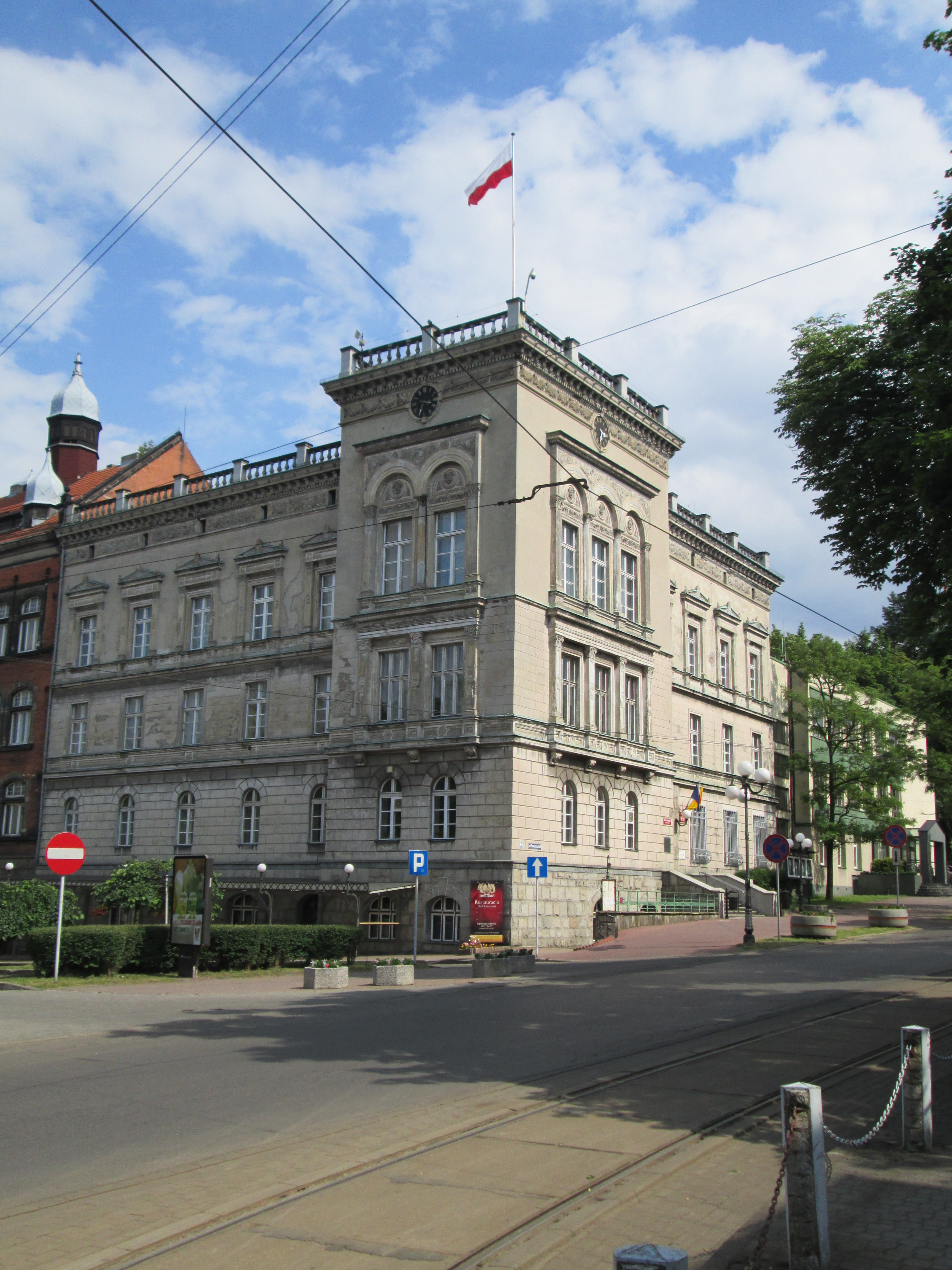
Ayuntamiento de Myslowice

- Ayuntamiento de MyslowiceTomasz Papaj (Prawo i Sprawiedliwość) 18,8% de los votos
- Edward Lasok (Comité Electoral del Gobierno Local) 11.5% de los votos
- 1,3% restante de los votos

En la segunda vuelta electoral que se hizo necesaria, Wójtowicz pudo prevalecer con el 54,2% de los votos contra el candidato del KO Król después de que el titular Lasok ya había sido eliminado en la primera votación y, por lo tanto, fue reelegido.

## Educación
Mysłowice alberga una institución de nivel universitario llamada Górnośląska Wyższa Szkoła Pedagogiczna im. Kard. Augusta Hlonda (Facultad de Pedagogía de August Hlond) ubicada en ul. Piastów Śląskich 10.
Mysłowice tiene ocho escuelas secundarias y cinco escuelas secundarias y vocacionales . Hay al menos 20 jardines de infancia ubicados en Mysłowice, que residen en lugares con mayor densidad de niños. Además de eso, también hay 17 escuelas primarias en funcionamiento en la ciudad.

## Monumentos
Hay algunos edificios en Mysłowice que prueban el origen medieval de la ciudad. La iglesia de Farna, ubicada cerca de la plaza del mercado, es la iglesia de ladrillo más antigua y probablemente la única en Mysłowice.[cita requerida] La iglesia de Santa Cruz es otro edificio de ladrillo, conservado en estilo barroco y clasicista ; según la tradición católica, es el lugar de culto religioso más antiguo de la localidad. También hay un cementerio judío en la ciudad. Los orígenes del lugar se remontan al siglo XVIII, cuando los judíos decidieron comprar un terreno para crear su propio cementerio.

## Cultura
En el pueblo hay un museo de la ciudad y el Museo de la Brigada de Bomberos de Polonia Central.
En 1992 se fundó el Off Festival es un festival de música anual iniciado en 2006 por el músico Artur Rojek (sin embargo, en 2010 se trasladó a Katowice ). Las bandas de Mysłowice incluyen Myslovitz formada en 1992 (llamada así por su ciudad natal), así como Lenny Valentino (1998-2001).

## Economía
Con la minería del carbón en la Alta Silesia, la industria también se desarrolló en Myslowitz y sus alrededores, especialmente la minería del carbón y la industria de la porcelana. Además, la ciudad también fue líder en la producción de carne durante muchos años. A partir de 2017, la ciudad fue la ubicación de uno de los cinco centros logísticos de Amazon en Polonia, que atiende a clientes en toda Europa.

## Ciudades Hermanas
- Distrito de Enz, Alemania
- Frýdek-Místek, República Checa
- Distrito de Sokolinaya Gora (Moscú), Rusia